# سیارک ۱۷۶۲۵
سیارک ۱۷۶۲۵ (به انگلیسی: 17625 Joseflada، نامگذاری:1996AY1) هفده هزار و ششصد و بیست و پنجمین سیارک کشف شده‌است که در ۱۴ ژانویه ۱۹۹۶ کشف شد.
قدر مطلق سیارک برابر ۱۴٫۱۰ است.